# 偽學術
偽學術（英語：Pseudo-scholarship），又称假學術，是指任何经宣称为學術或學術研究，或描述方式看起来像學術，但实际上并不符合相關學術研究的基本方法要求及知识、缺乏支持证据，经不起可信性测试，缺乏嚴謹客觀的研究，或缺乏學術要求的形式。伪學術經常使用模糊的、自相矛盾的、誇張的、無法證明及無法證偽的主張，过度依赖确認而不是严格的反驳，缺乏其它专家的公开确认，缺乏系统化、理性化、學術化的理论过程。
偽學術的例子包括:
- 偽科學[2]
- 偽數學
- 偽史學[3]
- 偽哲學（英语：Pseudophilosophy）
- 偽考古學
- 偽語言學（英语：Pseudolinguistics）